# Bennie Logan
Bennie Cordell Logan (ur. 28 grudnia 1989 roku w Shreveport w stanie Luizjana) – amerykański zawodnik futbolu amerykańskiego, grający na pozycji defensive tackle. W rozgrywkach akademickich NCAA występował w drużynie Louisiana State University.
W roku 2013 przystąpił do draftu NFL. Został wybrany przez drużynę Philadelphia Eagles w trzeciej rundzie (67. wybór). W drużynie z Pensylwanii występuje do tej pory.